# Lago Rumia
Il lago Rumia è un piccolo laghetto artificiale situato nella città metropolitana di Reggio Calabria. Il lago si trova in Aspromonte, nel territorio del comune di San Roberto a 1320 metri sul livello del mare e a circa 25 km in linea d'aria dalla costa.

## Attività
Il lago è attrezzato per la pesca della trota ed è una conosciuta meta escursionistica.

## Animali
Nel lago sono presenti le seguenti specie di animali: trota fario, trota iridea, carpa comune e carpa specchio.

## Galleria d'immagini

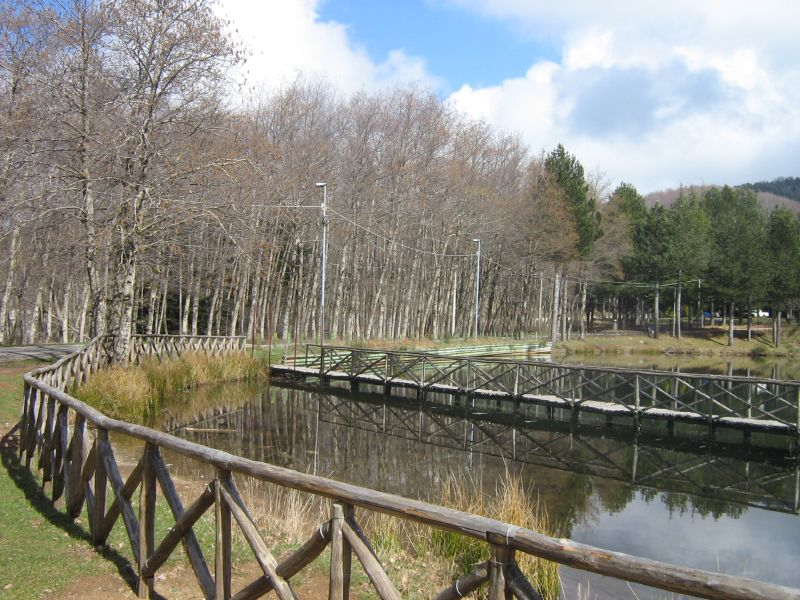
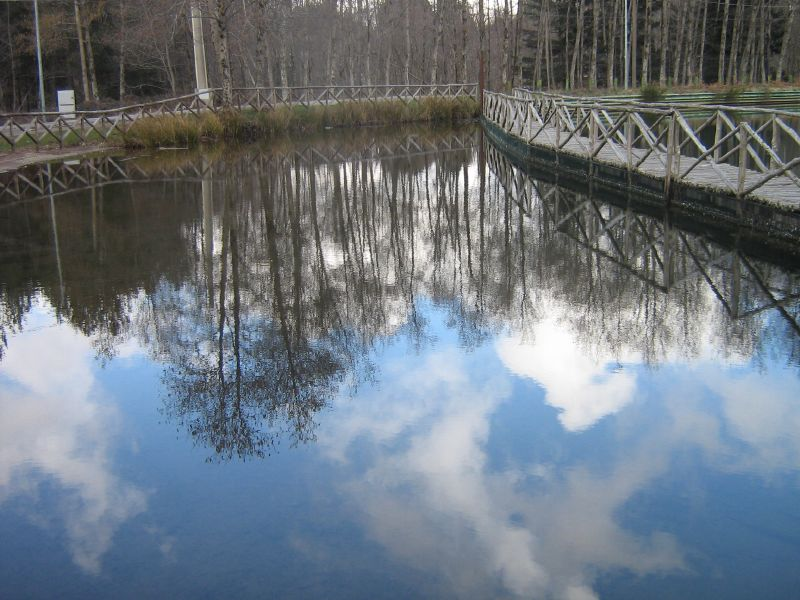
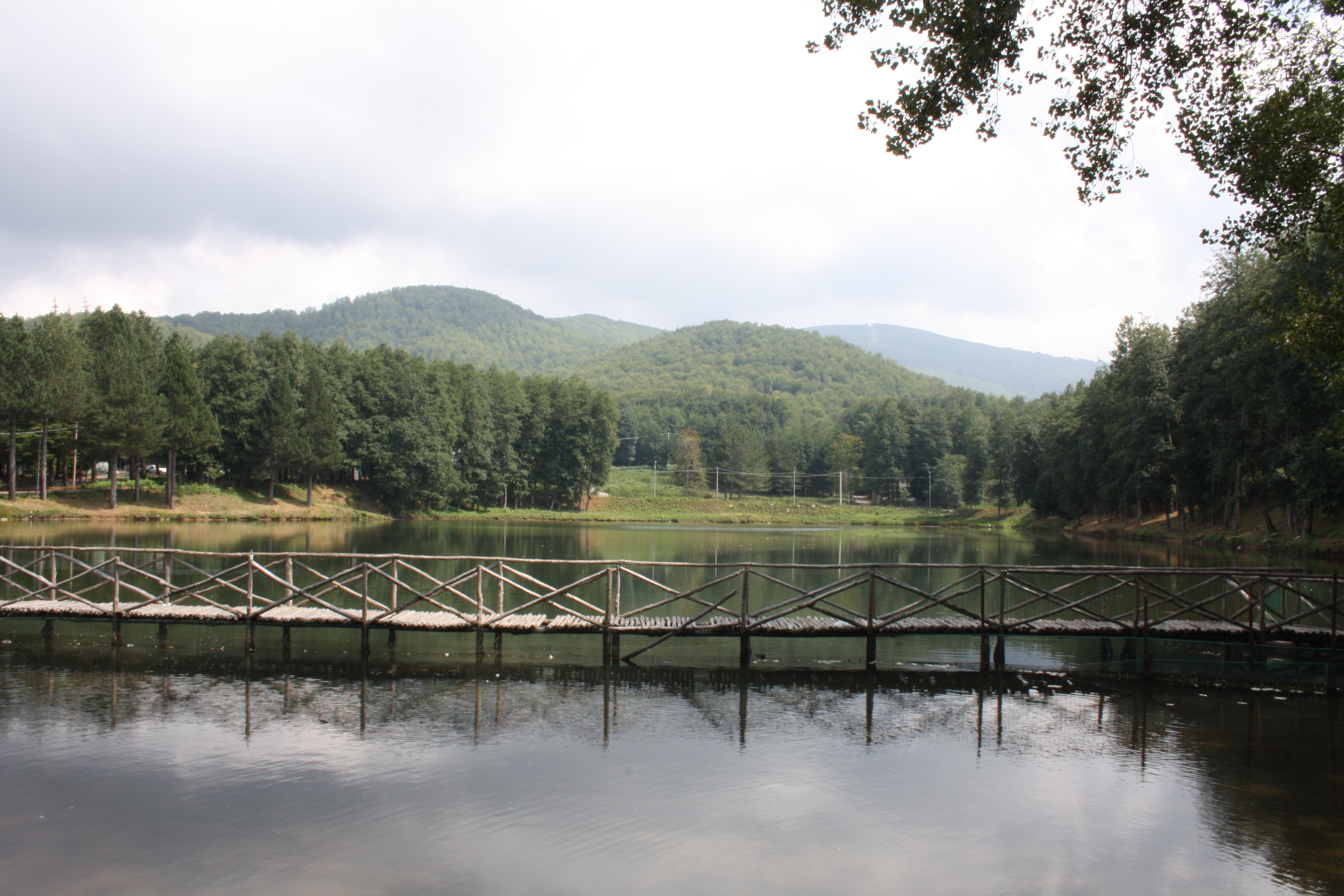